# Gabriel o Pensador
Gabriel Contino (Rio de Janeiro, 4 maart 1974), beter bekend onder zijn artiestennaam Gabriel o Pensador (uit het Portugees: "Gabriel de Denker") is een Braziliaans rapper. Hij is vooral bekend vanwege zijn maatschappijkritische teksten. Van zijn album Quebra-Cabeça zijn meer dan een miljoen exemplaren verkocht. In 1998 won hij in zijn geboorteland de nationale persprijs Troféu Imprensa in de categorie "beste zanger".

## Biografie
In tegenstelling tot de meeste andere rappers, komt Gabriel o Pensador uit de middenklasse. Hij is van Italiaanse afkomst.
In 1992, toen hij nog student Sociale Communicatie was aan de Pontificale Katholieke Universiteit van Rio de Janeiro, schreef hij het nummer Tô Feliz (Matei O Presidente) ("Ik ben gelukkig, ik heb de president gedood"). Dit was een reactie op het impeachment van president Collor de Mello. Saillant detail is dat de moeder van Gabriel, de journaliste Belisa Ribeiro, communicatie-adviseuse van Collor de Mello was. Hierop werd hij gecontracteerd door Sony Music, dat later opging in Sony BMG. Wel bracht deze maatschappij het nummer in een gekuiste versie uit.
Tot nu toe bracht hij zes studioalbums, een live-album en een verzamelalbum uit. In zijn muziek mengt hij Braziliaanse ritmes als bossanova, samba en MPB met hiphop, waarin elementen uit jazz, funk en disco gesampled zijn.
In zijn teksten uit hij een sterke maatschappijkritiek. Veel voorkomende thema's in zijn de ongelijkheid in de samenleving (bijvoorbeeld het nummer O Resto Do Mundo, "De rest van de wereld"), aanklachten tegen het racisme (bijvoorbeeld Lavagem Cerebral, "Hersenspoeling") en de maatschappij die slechts op het uiterlijk van personen gericht is (Nádegas a Declarar, "Billen om aan te geven", een woordspeling op nada a declarar, "niets om aan te geven").
Gabriel o Pensador werkte onder andere samen met Barão Vermelho, Lulu Santos, Fernanda Abreu, Daniel Gonzaga, Lenine, de Titãs en Sérgio Godinho. In 1998 stond hij in het voorprogramma van de Braziliaanse tournee van de band U2. Hierop kreeg hij meer bekendheid in het buitenland, met name in Portugal. Ook heeft hij fans in andere Portugeestalige landen als Angola, Kaapverdië en Mozambique.
Gabriel o Pensador is getrouwd geweest met zijn voormalige achtergrondzangeres Ana Lima. Met haar heeft hij twee kinderen.

## Discografie
- 1993: Gabriel o Pensador
- 1995: Ainda É só o Começo
- 1997: Quebra-Cabeça
- 1999: Nádegas a Declarar
- 2001: Seja Você Mesmo (mas não Seja sempre o Mesmo)
- 2003: MTV ao Vivo (live-album)
- 2005: Cavaleiro Andante
- 2008: Como um Vício (verzamelalbum)
- 2012: Sem Crise